# Никољско гробље (Краснојарск)
|  | Овај чланак је део чланка о Споменицима посвећеним Народноослободилачкој борби 1941—1945. |

Гробље Николе - градско гробље у Октјабрском округу града Краснојарска. Површина је око 10 хектара. Подијељен на 5 сектора.
На територији гробља налази се црква Светог Николе Краснојарске и Ачинске епархије Руске православне цркве.

## Прича
Градска дума је 1907. године одлучила да иза Николајевског насеља додели земљиште за гробље у износу од 3.600 квадратних сажена, како би поменуто гробље било градско. Степан Иванович Потилицин изабран је за представника града у парохијском савету цркве Спасове задужене за гробље. Гробље је отворено 8. августа 1908. године. Године 1911. подигнута је дрвена једнокуполна црква, освећена у част Светог Николаја Мирликијског . Од 1930-их до 1943. године капела је затворена. Промена државне политике према Цркви која је настала током ратних година омогућила је да се започне обнављање црквеног живота на територији епархије. Храм-капела је отворена прва од краснојарских цркава. Прву литургију је 28. фебруара 1943. године обавио свети Лука (Војно-Јасењецки), који је постављен у Краснојарску катедралу и заузео је до почетка 1944. године. 1948-1949 године изграђен је олтар и предворје.
Гробље је затворено 1968. године, али се и сада овде сахрањују појединачне породице.
Седамдесетих година на Николајевском гробљу створен је споменик јапанским заробљеницима, тамо су њихови остаци транспортовани из многих околних села. Преношење дела спискова јапанских ратних заробљеника који су умрли у СССР-у М. С. Горбачову 1991. Током посете Јапану омогућило је јапанској влади да започне велики рад на враћању пепела својих сународника у домовину. За неколико година рада, пепео стотина ратних заробљеника који су умрли у сибирским логорима вратио се у своју домовину са гробља града Заозерни и Николајевског гробља у Краснојарску. У октобру 2000. године јапанска влада је подигла споменик на месту некадашњих гробова.

## Знаменити људи сахрањени на гробљу
- Масовна гробница припадника подземне војне организације коју је Колчак погубио 1. октобра 1919: П.Н.Черкашина, Т.Т.Будникова, Л.Ф.Генке, И.АЛИ.Савелиев;
- Крутовски, Владимир Михајлович (1856-1945) - лекар, публициста, јавна личност у Сибиру (изгубљени гроб);
- Механиков, Иља Иванович (1910-1961) - председник Градског извршног комитета Краснојарска;
- Ромањук, Јован Захарович (1933-2011) - протојереј митрополит, настојатељ Покровског саборног храма и гробљанске цркве Светог Николе у граду Краснојарску;
- Петухов, Генадиј Михајлович (1931-1993) - оснивач плесног ансамбла Јенисејске зоре, заслужни уметник РСФСР, заслужни радник културе РСФСР, лауреат Свесавезног централног савета синдиката;
- Уланов, Василиј Алексејевич (1896-1930) - члан РКП (б), командант партизанског батаљона армије Кравченко-Шчетинкин;
- Устјужанинов, Јуриј Иванович (1935-2015) - заслужни кинематограф Русије;
- Фомин, Јаков Васиљевич (1902-1923) - један од првих комсомолаца у граду, убијен од стране кулака;
- Рождественскиј, Игнатиј Дмитријевич (1910-1969) - сибирски песник;
- Стукалов, Лудомир Васиљевич (1940-2010) - директор фабрике ТВ у Краснојарску од 1981. до 1999. године;

## Адреса
- Краснојарск, ул. Пролетер, 157